# Karonada

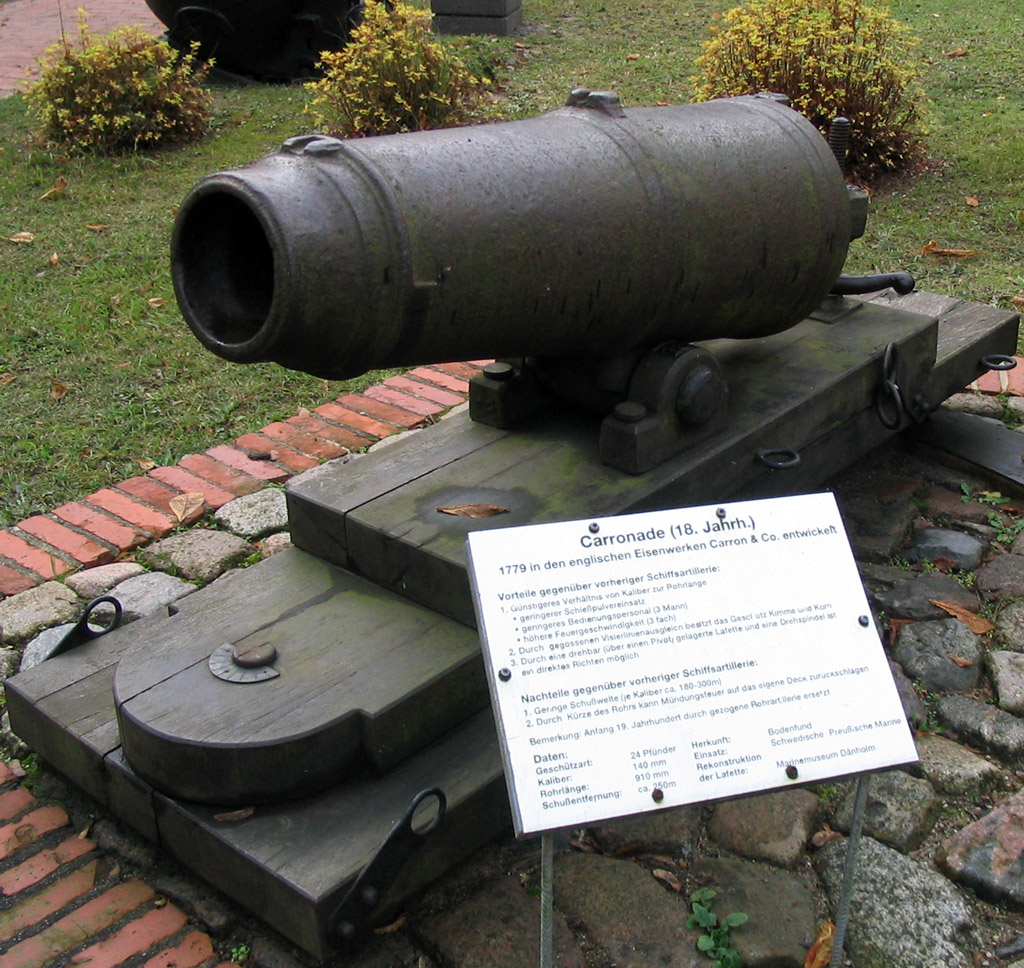
24-funtowa Karonada (140 mm)

Karonada – rodzaj dawnego działa okrętowego, używany od końca lat 70. XVIII wieku do pierwszej połowy XIX wieku. Były to krótkolufowe działa dużego kalibru, o niewielkiej masie, strzelające ciężkimi pociskami na małą odległość. 
Działa tego typu zostały jako pierwsze skonstruowane w odlewni Carron Ironworks w mieście Falkirk (Szkocja) w 1778 roku, skąd pochodzi nazwa. Były to krótkolufowe działa dużego wagomiaru (kalibru) – zwykle 18, 24 lub 32-funtowe, stosowano też większe wagomiary – aż do 42 i 68 funtów. Dzięki starannemu zaprojektowaniu, lufy karonad miały cieńsze ściany od wcześniejszych dział, zachowując wystarczającą wytrzymałość. Grubsze były jedynie ścianki komory prochowej, która miała mniejszą średnicę od kalibru lufy. Przez to masa karonad była znacznie mniejsza niż długolufowych dział porównywalnego kalibru i mogły być w nie uzbrojone także lżejsze okręty (przed wprowadzeniem karonad wagomiar 32 funty miały tylko najcięższe długolufowe działa stosowane na dolnych pokładach okrętów liniowych). Kaliber lufy był przy tym w założeniu znacznie ściślej dopasowany do średnicy kuli armatniej, co miało zapewniać zmniejszenie strat energii powodowanych przez ucieczkę gazów między kulą a ściankami lufy. Karonady miały bardzo dużą siłę rażenia, lecz niewielki zasięg (skuteczny ok. 300-400 m) w porównaniu z długolufowymi działami. Ich zaletą był także znacznie niższy koszt (dwu- lub trzykrotnie niższy od długolufowych dział). 
Z założenia karonady miały stanowić uzbrojenie przede wszystkim statków handlowych i korsarskich, strzelając głównie kartaczami w celu ochrony przed abordażem lub jako wstęp do abordażu. Już w 1779 roku zostały jednak zaadaptowane przez wiodącą na świecie marynarkę brytyjską Royal Navy. Karonady były używane na okrętach liniowych i fregatach jako broń pomocnicza, ustawiane po kilka na pokładzie górnym. Dzięki niewielkiej masie karonad, używane też były one na mniejszych okrętach (slupach, korwetach, szkunerach), które mogły zyskać w ten sposób dużą siłę ognia na małe odległości i możliwość przeciwstawiania się silniejszym jednostkom. Szeroko były używane podczas wojen z rewolucyjną Francją i napoleońskich. W 1787 roku Francuzi wprowadzili podobne własne haubice, a od 1804 roku kopie brytyjskich karonad. Zostały one zaadaptowane także przez inne marynarki. Szerokie użycie karonad spowodowało zmianę taktyki morskiej i zmniejszenie odległości toczenia walk. 
Karonady najczęściej były mocowane na specjalnych łożach drewnianych, ustawionych na pokładzie okrętu i mocowanych obrotowo od strony wylotu lufy do burty okrętu, przez co można było zmieniać kąt strzału. Rzadziej stosowano je na typowych łożach wózkowych. Pierwotnie zakładano, że karonady miały strzelać kartaczami, granatami i ściśle dopasowanymi do średnicy lufy wydrążonymi kulami, które dzięki mniejszej masie od litych kul takiego wagomiaru miały większy zasięg. W praktyce jednak granaty nie były w marynarce brytyjskiej używane z uwagi na niebezpieczeństwo dla własnych okrętów, a zaczęto ich używać do karonad dopiero w latach 40. XIX wieku (po wprowadzeniu dział haubicznych Paixhansa), w schyłkowym okresie eksploatacji karonad. Marynarka brytyjska nie zaadaptowała również wydrążonych kul, stosując zamiast nich zwykłe żeliwne kule, ujednolicone z długolufowymi działami, nie tak ściśle dopasowane, co powodowało zmniejszenie zasięgu, aczkolwiek większą siłę niszczącą pocisków. 
Dane typowych brytyjskich karonad:
| Wagomiar   | kaliber    | maksymalna donośność (5° podniesienia) |
| 12-funtowa | 114,8 mm   | 970 jardów                             |
| 18-funtowa | 131 mm (?) | 1050 jardów                            |
| 24-funtowa | 144,3 mm   | 1120 jardów                            |
| 32-funtowa | 158,7 mm   | 1170 jardów                            |
| 42-funtowa | 173,7 mm   | 1200 jardów                            |
| 68-funtowa | 204,5 mm   | 1260 jardów                            |